# Marv Studios
Marv, conosciuta anche come Marv Studios o Marv Films, è una casa di produzione cinematografica fondata nel 2004 in Regno Unito da Matthew Vaughn come rebranding della SKA Films (1997-2003), fondata precedentemente dallo stesso e Guy Ritchie.

## Filmografia
I film prodotti dalla casa sono:
- Lock & Stock - Pazzi scatenati, (1998) (Come SKA Films)
- Snatch - Lo strappo, (2000) (Come SKA Films)
- Mean Machine, (2001) (Come SKA Films)
- Travolti dal destino, (2002) (Come SKA Films)
- The Pusher, (2004)
- Stardust, (2007)
- Harry Brown, (2009)
- Kick Ass, (2010)
- Il debito, (2010)
- Kick-Ass 2, (2013)
- Kingsman - Secret Service (2014)
- Fantastic 4 - I Fantastici Quattro, (2015)
- Eddie the Eagle - Il coraggio della follia, (2016)
- Kingsman - Il cerchio d'oro, (2017)
- Rocketman, (2019)
- Silent Night, (2021)
- The King's Man - Le origini, (2021)
- Tetris, (2023)
- Argylle - La super spia (Argylle), regia di Matthew Vaughn (2024)

Inoltre la casa si è anche occupata di produzioni televisive, quali:
- Lock, Stock..., (2000) (Come SKA Films)
- Swag, (2002-2004) (Come SKA Films)
- Serie annunciata sul franchise Kingsman, (annunciato)